# Xerolycosa miniata
Espèce
Synonymes
- Lycosa miniata C. L. Koch, 1834
- Pardosa sinensis Yin, Peng, Kim & Wang, 1995

Xerolycosa miniata est une espèce d'araignées aranéomorphes de la famille des Lycosidae.

## Distribution
Cette espèce se rencontre en Europe, en Turquie, en Iran, en Asie centrale, dans le Sud de la Sibérie et en Chine.

## Description

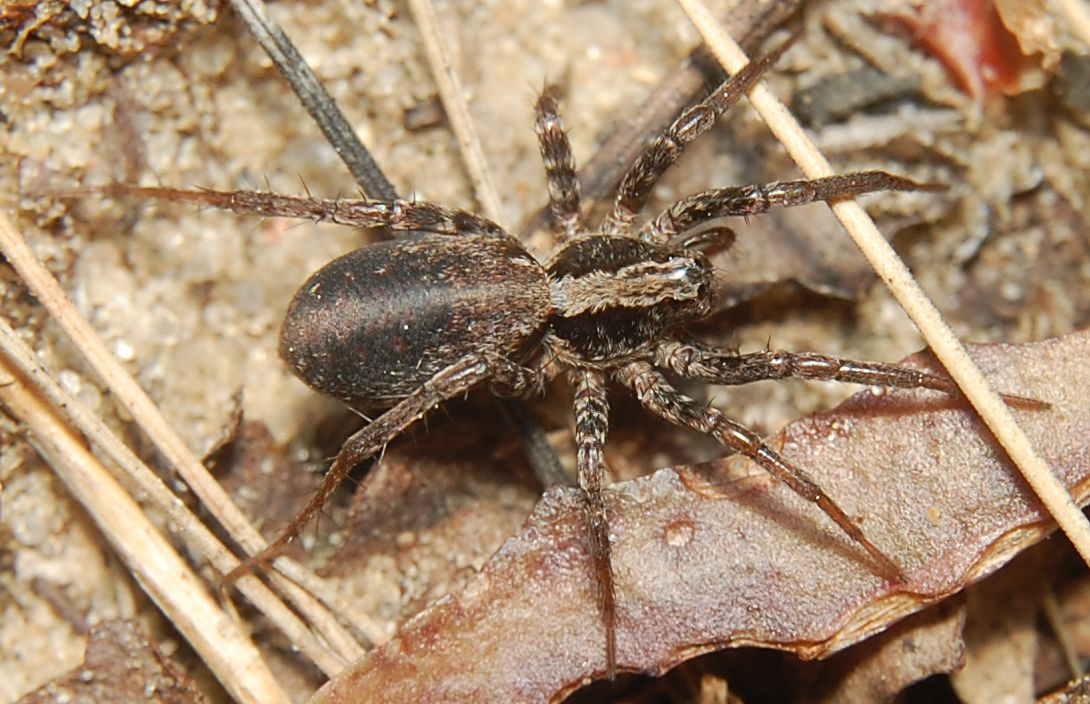
Xerolycosa miniata ♀

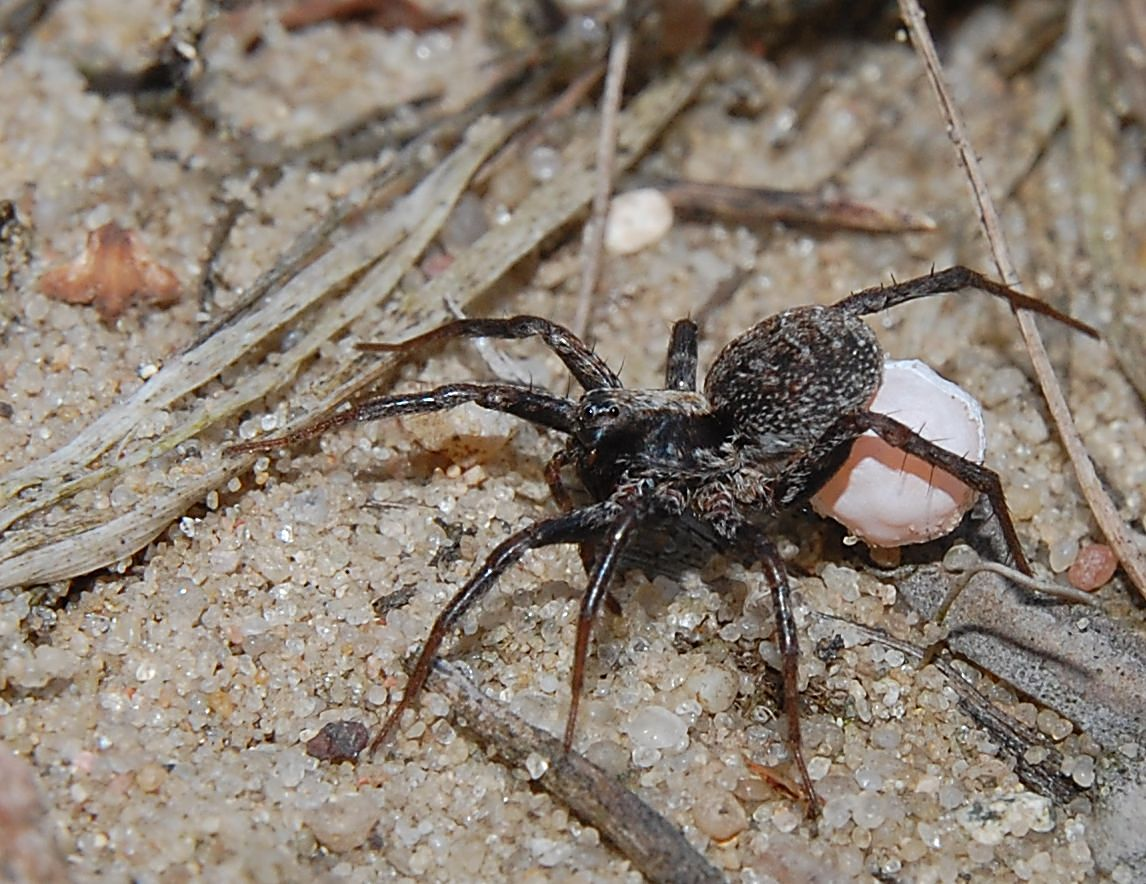
Xerolycosa miniata ♀

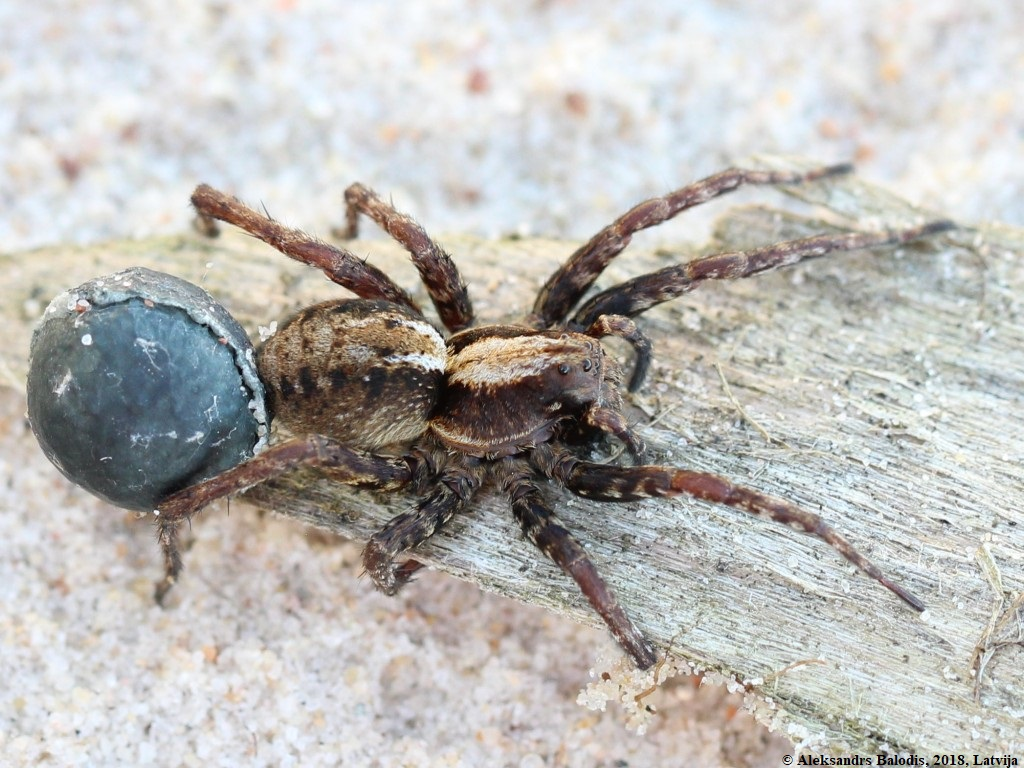
Xerolycosa miniata

Les mâles mesurent de 4,7 à 5,5 mm et les femelles de 5 à 7,6 mm.

## Systématique et taxinomie
Cette espèce a été décrite sous le protonyme Lycosa miniata par C. L. Koch en 1834. Elle est placée dans le genre Tarentula par Chyzer et Kulczyński en 1891 puis dans le genre Xerolycosa par Dahl en 1908.
Pardosa sinensis a été placée en synonymie par Wang, Marusik, Peng et Zhang en 2024.

## Publication originale
- C. L. Koch, 1834 : Arachniden. Deutschlands Insecten, Friedrich Pustet, Regensburg, Heft, p. 122-126.